# Apache Junction
Apache Junction es una ciudad ubicada en los condados de Pinal y Maricopa en el estado estadounidense de Arizona. En el Censo de 2010 tenía una población de 35 840 habitantes y una densidad poblacional de 395,31 personas por km².

## Geografía
Apache Junction se encuentra ubicada en las coordenadas 33°23′54″N 111°32′7″O / 33.39833, -111.53528. Según la Oficina del Censo de los Estados Unidos, Apache Junction tiene una superficie total de 90.66 km², de la cual 90.63 km² corresponden a tierra firme y (0.03%) 0.03 km² es agua.

## Demografía
Según el censo de 2010, había 35.840 personas residiendo en Apache Junction. La densidad de población era de 395,31 hab./km². De los 35.840 habitantes, Apache Junction estaba compuesto por el 89.54% blancos, el 1.2% eran afroamericanos, el 1.11% eran amerindios, el 0.78% eran asiáticos, el 0.07% eran isleños del Pacífico, el 4.94% eran de otras razas y el 2.35% pertenecían a dos o más razas. Del total de la población el 14.38% eran hispanos o latinos de cualquier raza.